# Операция «Сведение счётов»
Операция «Сведение счётов» или «Подведение итогов», или «Отчёт» (ивр. מבצע דין וחשבון‎, «Дин ве-Хешбон») — операция ЦАХАЛа 25—31 июля 1993 года на юге Ливана в ответ на возросшую террористическую активность ливанской организации «Хезболла», а также обстрел Кирьят-Шмоны из «катюш» 28 июня. Операция включала главным образом массированный обстрел контролируемых Хезболлой районов и привела к массовому бегству ливанских жителей с юга страны.

## Предпосылки
В конце 1980-х начале 1990-х ливанская шиитская группировка Хезболла, получая от Ирана около 100 млн долларов в год, существенно выросла и насчитывала к 1993 году около 5000 вооруженных бойцов. Члены Хезболлы постоянно атаковали солдат Армии обороны Израиля в так называемой «зоне безопасности» на юге Ливана и обстреливали ракетами северные населенные пункты Израиля. Количество таких обстрелов нарастало лавинообразно с 19 в 1990 году до 158 в 1993-м.

## Ход операции
В начале операции Израиль призвал местных жителей покинуть районы предстоящих военных действий, после чего 300 000 ливанцев «покинули свои дома и устремились на север, в основном в Бейрут».
Операция, главным образом, состояла из массированного артиллерийского обстрела и бомбардировок контролируемых Хезболлой районов на юге Ливана. Всего в ходе этой операции израильтяне выпустили свыше 21 тысячи снарядов по 291 цели на ливанской территории. В ответ, боевики «Хезболла» выпустили 142 ракеты по территории Израиля и 132 ракеты — по «зоне безопасности».
2 августа 1993 года при посредничестве США было достигнуто перемирие. По его условиям, в частности, Сирия впервые обязалась принять на себя частичную ответственность за действия «Хизбаллы» и наиболее экстремистских палестинских террористических организаций. Достигнутые договорённости, тем не менее, не выдержали испытания временем.

## Потери сторон
В результате операции погибли пять сирийских солдат, были убиты 150 (как боевиков Хезболлы, так и гражданских лиц) и ранено до 500 жителей Ливана. Со стороны Израиля, в период операции погиб один военнослужащий ЦАХАЛ и двое гражданских лиц.
По другим данным, было убито 70 участников «Хезболлы» и 114 гражданских лиц. Разрушено 200 домов, а также многие объекты инфраструктуры, включая мосты и электростанции. Потери среди гражданского населения и имущества были, в частности, связаны с намеренным размещением Хезболлой своих военных объектов в населённых пунктах.